# No Mercy 2017
No Mercy 2017 è stata la tredicesima ed ultima edizione dell'omonimo pay-per-view prodotto annualmente dalla WWE. L'evento, esclusivo del roster di Raw, si è svolto il 24 settembre 2017 allo Staples Center di Los Angeles (California).

## Storyline
Il 20 agosto, a SummerSlam, Brock Lesnar ha difeso con successo l'Universal Championship in un Fatal 4-Way match che includeva anche Braun Strowman, Roman Reigns e Samoa Joe. La celebrazione della vittoria di Lesnar da parte del suo manager, Paul Heyman, è stata però interrotta la sera dopo a Raw da Braun Strowman, il quale ha sfidato Lesnar per l'Universal Championship per No Mercy.
Nella puntata di Raw del 21 agosto John Cena ha fatto il suo debutto nello show rosso, chiamando apertamente Roman Reigns e dicendogli di essere la ragione per cui è tornato a Raw. Quella sera i due hanno sconfitto l'Intercontinental Champion The Miz e Samoa Joe. Successivamente, Cena ha immediatamente firmato un contratto per un match contro Reigns a No Mercy.
A Summerslam, Sasha Banks ha sconfitto Alexa Bliss conquistando così il Raw Women's Championship per la quarta volta. Tuttavia, otto giorni dopo a Raw, la Bliss ha sconfitto la Banks riconquistando il titolo. Nella puntata di Raw del 4 settembre Nia Jax (la quale aveva attaccato Alexa Bliss) e Emma hanno sconfitto Alexa Bliss e Sasha Banks, trasformando dunque l'incontro di No Mercy (che era stato annunciato già tra la Bliss e la Banks) in un Fatal 4-Way match titolato. Nella puntata di Raw del 18 settembre Bayley ha fatto il suo ritorno dopo un infortunio, facendo sì che l'incontro venisse trasformato in un Fatal 5-Way match per il Raw Women's Championship.
A SummerSlam, Dean Ambrose e Seth Rollins hanno sconfitto Cesaro e Sheamus, conquistando così il Raw Tag Team Championship. Due settimane dopo, a Raw, Cesaro ha sconfitto Seth Rollins a causa della distrazione di Sheamus e Dean Ambrose ha sconfitto lo stesso Sheamus. Cesaro e Sheamus hanno chiesto e ottenuto dunque un match titolato per No Mercy.
A SummerSlam, Finn Bálor (in versione "Demon King") ha sconfitto Bray Wyatt. Nella puntata di Raw dell'11 settembre Wyatt è intervenuto eliminando Bálor da una Battle Royal per determinare il contendente nº1 all'Intercontinental Championship di The Miz. In seguito, Wyatt ha sfidato Bálor in un match a No Mercy nella sua versione normale.
Nella puntata di 205 Live del 22 agosto Neville ha difeso con successo il Cruiserweight Championship contro Akira Tozawa e, nel post match, è stato interrotto da Enzo Amore (al suo debutto nella divisione dei pesi leggeri di Raw). Nella puntata di 205 Live del 5 settembre Enzo ha vinto un Fatal 5-Way Elimination match che comprendeva anche The Brian Kendrick, Cedric Alexander, Gran Metalik e Tony Nese, diventando il contendente nº1 al Cruiserweight Championship di Neville per No Mercy.
Nella puntata di Raw del 18 settembre l'Intercontinental Champion The Miz ha detto al General Manager Kurt Angle che sarebbe stato un disonore se il suo titolo non venisse difeso a No Mercy; per questo motivo, Angle ha sancito un Six-pack Challenge match per determinare lo sfidante di The Miz per No Mercy. Tale incontro includeva anche Bo Dallas, Curtis Axel, Elias, Jason Jordan, Jeff Hardy e Matt Hardy, ed è stato vinto da Jordan, il quale affronterà The Miz a No Mercy con in palio l'Intercontinental Championship.
Il 22 settembre è stato annunciato che Apollo Crews ed Elias si sarebbero affrontati nel Kick-off di No Mercy.

## Risultati
| #       | Incontri                                                         | Stipulazioni                                             | Durata |
| ------- | ---------------------------------------------------------------- | -------------------------------------------------------- | ------ |
| Kickoff | Elias ha sconfitto Apollo Crews (con Titus O'Neil)               | Single match                                             | 08:35  |
| 1       | The Miz (c) (con il Miztourage) ha sconfitto Jason Jordan        | Single match per il WWE Intercontinental Championship    | 10:15  |
| 2       | Finn Bálor ha sconfitto Bray Wyatt                               | Single match                                             | 11:35  |
| 3       | Dean Ambrose e Seth Rollins (c) hanno sconfitto il Bar           | Tag team match per il WWE Raw Tag Team Championship      | 15:55  |
| 4       | Alexa Bliss (c) ha sconfitto Bayley, Emma, Nia Jax e Sasha Banks | Fatal five-way match per il WWE Raw Women's Championship | 09:40  |
| 5       | Roman Reigns ha sconfitto John Cena                              | Single match                                             | 22:05  |
| 6       | Enzo Amore ha sconfitto Neville (c)                              | Single match per il WWE Cruiserweight Championship       | 10:40  |
| 7       | Brock Lesnar (c) (con Paul Heyman) ha sconfitto Braun Strowman   | Single match per il WWE Universal Championship           | 09:00  |